# Club Deportivo Tepatitlán de Morelos
Il Club Deportivo Tepatitlán de Morelos, noto semplicemente come Tepatitlán, è una società calcistica messicana con sede a Tepatitlán de Morelos. Milita nella Liga de Expansión MX, la seconda divisione calcistica del Messico.

## Storia
Fondato nel 1944, trascorse i primi decenni della sua storia giocando nelle divisioni regionali. Nel 1986 venne promosso in Segunda División B, corrispondente al terzo livello del calcio professionistico messicano dell'epoca, dove acquistò la franchigia dei Pioneros de Cancún rinominandola CD Tepatitlán.
Nel campionato 1991-1992 terminò la stagione regolare al quarto posto, qualificandosi per i playoff dove riuscì a vincere il proprio girone posizionandosi davanti a Tapatío, Guerreros Acapulco ed Orizaba. In questo modo arrivò alla finale contro lo Zitlaltepec che sconfisse con un perentorio 8-1 nel computo del doppio confronto, ottenendo la promozione in Segunda División.
Rimase in seconda divisione per due stagioni riuscendo a qualificarsi per la Liguilla del 1994 dove uscì ai quarti di finale per mano del Venados de Yucatán. Al termine del torneo non fu incluso fra le squadre partecipanti alla Primera "A" e cedette la propria franchigia al Puerto Vallerta scomparendo per alcuni anni.
In vista della stagione 1998-1999 il club tornò in vita acquistando una società di Tercera División, dove rimase fino al 2014. Prima dell'inizio del campionato 2014-2015 stipulò un accordo con l'Atlético San Luis per diventarne club filiale, garantendosi una posizione in Segunda División al posto del Toros Neza recentemente scomparso. Mantenne inoltre una franchigia in Tercera División denominata CD Tepatitlán "B".
Alla prima stagione nella nuova divisione si qualificò per la Liguilla sia nel torneo di Apertura sia in quello di Clausura, uscendo però in entrambi i casi ai quarti di finale prima contro il Potros UAEM, poi contro il Reynosa. Nell'Apertura 2016 uscì nuovamente ai quarti di Liguilla, questa volta per mano dell'Irapuato, mentre nel torneo di Clausura non riuscì a qualificarsi per i playoff.
Nel torneo di Apertura 2017 raggiunse la finale di Liguilla dopo aver battuto nei turni precedenti Deportivo Tepic JAP e Reboceros e conquistò il suo primo trofeo sconfiggendo l'Irapuato ai calci di rigore. Nel maggio 2018 vinse lo spareggio promozione contro il Loros, campione del torneo di Clausura, riuscendo ad avere la meglio ancora ai calci di rigore; tuttavia fu escluso dall'Ascenso MX a causa del mancato rispetto dei requisiti finanziari e strutturali, restando in terza divisione anche la stagione seguente.
Il 17 luglio 2020 fu ammesso alla Liga de Expansión MX, nuovo secondo livello calcistico dopo l'abolizione dell'Ascenso MX.

## Colori e simboli
Fin dalla sua creazione utilizzò lo stemma della città di Tepatitlán de Morelos, sostituendolo in seguito per richieste della lega messicana. Venne quindi ideato un logo circolare bianco, blu e rosso con una "T" ed un pallone da calcio al centro e le scritte "CD Tepatitllan" e "desde 1944" rispettivamente nella parte superiore ed inferiore del bordo.
I colori ufficiali del club sono azzurro e rosso, gli stessi della città di Tepatitlán de Morelos e furono scelti dal primo presidente della società ancor prima che si affacciasse al calcio professionistico.

## Palmarès

### Competizioni nazionali
- Segunda División "B": 1

1991-1992
- Campionato messicano di terza divisione: 1

2017 (A)
- Campeón de Segunda División: 1

2017-2018
- Liga de Expansión MX: 1

Guardianes 2021